# Phobetor
Phobetor (Oudgrieks: Φοβήτωρ), ook wel Icelus (Oudgrieks: Ἴκελος) genaamd, was een van de Oneiroi, de droomdemonen, die volgens de Griekse mythologie aan de mensen in hun slaap verschenen. Phobetor, wiens naam als "angstaanjager" kan worden vertaald, verscheen daarbij in dierengestalte. Hij was een zoon van Hypnos. Maar vgl. Hesiodos was hij net als de andere Oneiroi een zoon van Nyx, de godin van de nacht, waarbij Hyginus en Cicero als zijn vader Erebos, de god van de duisternis, noemen.